# Bressay
Bressay er en ø i øgruppen Shetlandsøerne, der med Bressay Sund er adskilt fra hovedøen Mainland. Der er regelmæssig færgeforbindelse fra Maryfield til Lerwick. Øen har ca. 368 indbyggere, er ca. 9 km lang, indtil 5 km bred og den har et areal på 28 km². 
Over hele øen ses de røde sandstensklipper som er eroderet til en serie afrundede bakker med bl.a. den 226 m. høje bakke Ward hill, som er øens højeste punkt, og hvor Shetlandsøernes radio- og fjernsynstårn er placeret. Langs med øens østlige kystlinje er der høje klippeskrænter. Vestsiden er præget af frugtbare marker og store områder med moser.
Øen er stadig præget af landbrug med kvægdrift, men mange arbejder i Lerwick. Øen har et rigt fugleliv.

## Historie
Navnet Bressay kommer sandsynligvis fra ”Breiðoy” i den oldnordiske periode omkring år 1260. I 1490 er der kilder der beskriver øen som "Brusoy" 
Lige fra vikingetiden har Bressay Sund været en beskyttet ankerplads og i midten af 17. århundrede var der i sildesæsonen op til 1.500 hollandske fiskerfartøjer opankret i sundet. 

## Seværdigheder
Af seværdigheder kan nævnes fyrtårnet Bressay Lighthouse, bygget i 1858, klippeformationerne ved havet og befæstningerne fra de to Verdenskrige. 
I Maryfield ved siden af færgeterminalens parkeringsplads ligger museet ”Bressay Heritage Centre”, som har udstillinger om kultur, historie og natur. Centret er åbent fra maj til september. Ved vejen mod Heogan ligger Herrehuset Gardie House fra 1724, der har en en park omgivet af stenmure. 
Ved sundet mellem Bessay og øen Noss er der mulighed for at observere sæler, mange fiskearter, delfiner og hvaler.
Langs med med kystlinien fra Cruester til Heogan findes resterne af de gamle sildestationer fra begyndelsen af det 20. århundrede, da Lerwick området var centrum for forarbejdning og eksport af sild.

## Galleri
- Brei Wick
- De røde sandstensformationer
- Loch of Setter
- Lerwick set fra Bressay